# Episodi de Le nuove avventure di Flipper (prima stagione)
La prima stagione della serie televisiva Le nuove avventure di Flipper è andata in onda negli Stati Uniti d'America dal 2 ottobre 1995 al 13 maggio 1996.
| n° | Titolo originale            | Titolo italiano          | Prima TV USA     | Prima TV Italia |
| -- | --------------------------- | ------------------------ | ---------------- | --------------- |
| 1  | Pilot                       | Un inizio avventuroso    | 2 ottobre 1995   | 9 maggio 1996   |
| 2  | Treasure Hunt               | L'antico relitto         | 9 ottobre 1995   |                 |
| 3  | Green Freak                 | Il diavolo verde         | 16 ottobre 1995  |                 |
| 4  | True Believer               | In fondo al mare         | 23 ottobre 1995  |                 |
| 5  | Kidnapped: Part 1           | Hanno rapito Flipper (1) | 30 ottobre 1995  |                 |
| 6  | Kidnapped: Part 2           | Hanno rapito Flipper (2) | 6 novembre 1995  |                 |
| 7  | With Brothers Like This     | Fratelli come noi        | 13 novembre 1995 |                 |
| 8  | Submersible                 | Salvati dalla sirena     | 20 novembre 1995 | 30 maggio 1996  |
| 9  | F. Scott                    | Magia per amore          | 27 novembre 1995 | 6 giugno 1996   |
| 10 | That's a Moray!             | Lo scheletro             | 4 dicembre 1995  | 6 giugno 1996   |
| 11 | Fish out of Water           | Spionaggio marino        | 8 gennaio 1996   | 13 giugno 1996  |
| 12 | Pearl Maker                 | L'avidità umana          | 15 gennaio 1996  |                 |
| 13 | Missile Crisis              | Crisi missilistica       | 22 gennaio 1996  |                 |
| 14 | Hurricane                   | L'uragano                | 29 gennaio 1996  | 20 giugno 1996  |
| 15 | Surf Gang                   | Colpo di genio           | 5 febbraio 1996  |                 |
| 16 | Monkey Island               | Il virus                 | 12 febbraio 1996 | 27 giugno 1996  |
| 17 | Menace to Seaciety          | Bugie e guai             | 19 febbraio 1996 | 4 luglio 1996   |
| 18 | The Girl Who Came to Dinner | Il segreto di Maya       | 15 aprile 1996   |                 |
| 19 | Muddy Waters                | Veleno letale            | 22 aprile 1996   |                 |
| 20 | Past Tense                  | Occhio per occhio        | 29 aprile 1996   |                 |
| 21 | Sharks!                     | Allarme squali           | 6 maggio 1996    | 18 luglio 1996  |
| 22 | Flipper Speaks!             | Flipper parla            | 13 maggio 1996   | 11 luglio 1996  |

## Un inizio avventuroso
- Titolo originale: Pilot
- Diretto da: Tommy Lee Wallace
- Scritto da: E.F. Wallengren, Michael Nankin e Herbert Wright (soggetto); E.F. Wallengren e Michael Nankin (sceneggiatura)

### Trama
In un centro di ricerca in Florida dove lavora Keith studiando i delfini arriva la biologa marina Pam e suo figlio Mike, che però non ha nessuna intenzione di rimanere in quel posto. Mike, per fare un dispetto a sua madre, libera uno dei delfini in mare, poi incontra una ragazza di nome Maya che lo porta a nuotare con i delfini. Lo avverte anche che uno di loro (Flipper) ha un brutto carattere e non si fa avvicinare da nessuno; Mike però assicura che si intenderanno perché lui ha lo stesso problema. Tornato a casa il ragazzo sente discutere Keith e Pam, preoccupati perché il delfino fuggito non saprebbe sopravvivere allo stato libero. Mike va a cercarlo ma si incastra con una gamba in un legno sommerso: Maya e poi anche Keith cercano di liberarlo e Mike, convinto di annegare, confessa che è stato lui a fare scappare il delfino, che nel frattempo però è tornato indietro. Intanto Flipper sfonda il legno con una testata, liberando così il suo amico.

## L'antico relitto
- Titolo originale: Treasure Hunt
- Diretto da: Donald Crombie
- Scritto da: Joe Viola (soggetto); E.F. Wallengren e William Schwartz

### Trama
Alcuni ladri fanno esplodere una barca e fingono di recuperarla, rubando invece un tesoro in una nave affondata. Con l'esplosione i delfini scappano e Keith cercandoli litiga con i sommozzatori senza però avere le prove che facciano qualcosa di illegale; i ladri uccidono poi uno di loro per dividere meno il bottino. Flipper intanto trova una moneta d'oro che consegna ai suoi amici; quella notte Mike esce in mare a cercarne altre contro il parere di Maya che però va con lui. Vengono scoperti dal capo dei delinquenti, che li rapisce dopo avere trafitto Flipper con un arpione; il delfino, ferito a una pinna, riesce però ad arrivare al centro di ricerca dove viene curato. I ladri ricattano Keith avendo i ragazzi in ostaggio, ma lui arriva sulla nave e li affronta mentre i ragazzi scappano. Uno dei ladri cerca di inseguire Keith sott'acqua, ma Flipper gli stacca il tubo della bombola, obbligandolo a risalire; arriva anche l'elicottero della guardia costiera e i ladri vengono arrestati.

## Il diavolo verde
- Titolo originale: Green Freak
- Diretto da: Donald Crombie
- Scritto da: Terry Erwin

### Trama
Un criminale compie attentati lasciando come firma un teschio verde di plastica. I ragazzi, usciti in barca, rimangono bloccati su un'isola dove vive un fanatico ecologista che si rivela essere il colpevole. Mike e Maya, entrati in casa sua a cercare da mangiare, vi trovano infatti i teschi di plastica. Nel frattempo l'uomo ha messo una bomba al centro di ricerca, che esplode senza ferire nessuno, e i ragazzi cercano di tornare a casa su una zattera. Flipper va con loro, mette in fuga uno squalo e poi guida Keith e Pam fino alla zattera. Il "diavolo verde" è tornato al centro per un nuovo attentato; Keith gli salta addosso e nella lotta finiscono in mare. L'uomo ha però con sé una bomba innescata e Flipper la prende portandola lontano. La bomba esplode ma il delfino l'aveva sputata in tempo.

## In fondo al mare
- Titolo originale: True Believer
- Diretto da: Ian Barry
- Scritto da: Scott Frost; Tracy Friedman e Scott Frost (sceneggiatura)

### Trama
In un video si vede un pescatore prendere un delfino (che è specie protetta) e picchiarlo con una mazza. L'uomo, disperato poiché gli hanno tolto la licenza di pesca, è proprio un amico di Keith ma si dichiara innocente. Keith lo ritrova poi in fondo al mare dove si è gettato legandosi un peso addosso; lo tira fuori ma ormai è morto. Riguardando il video Keith si accorge che la rete non è quella del suo amico ed è un fotomontaggio. I ragazzi, dopo avere trovato il delfino ferito, tengono la rete come prova, ma arriva la vedova con il suo amante che ha eliminato il marito inscenando un suicidio. L'uomo ordina a Maya di dargli la rete o colpirà Mike con la mazza, ma Flipper gli salta addosso facendogli cadere la mazza. Keith, assieme a Pam, cattura la coppia e getta poi le ceneri del suo amico in fondo al mare.

## Hanno rapito Flipper
- Titolo originale: Kidnapped: Part 1&2
- Diretto da: Brian Trenchard-Smith
- Scritto da: William Schwartz

### Trama
Un amico di Keith gli propone di vendergli uno dei suoi delfini; quando lui rifiuta l'uomo cattura Flipper portandolo a Cuba. Keith, Pam e i ragazzi, decisi a riprendersi il delfino, sbarcano di nascosto sull'isola dove scoprono che Flipper è stato portato in un albergo. Qui è attesa la visita del presidente in persona e il capo dell'albergo pretende che Flipper esca dall'acqua per salutarlo; se gli farà fare una brutta figura lo ucciderà. Nel frattempo Keith finisce in prigione ma una sua amica lo fa evadere, mentre all'albergo Mike riesce a convincere il delfino a fare il numero. Durante la notte Keith, Pam e i ragazzi riescono a caricare Flipper su un furgone per poterlo poi liberare in mare. Non appena scappano però vengono inseguiti dal capo dell'albergo che spara loro addosso finché il furgone finisce in mare; l'uomo continua l'inseguimento in barca, ma Flipper (ora in libertà) lo trascina sott'acqua lasciandolo poi andare prima che affoghi. I quattro protagonisti tornano quindi in Florida seguiti da Flipper.

## Fratelli come noi
- Titolo originale: With Brothers Like This
- Diretto da: Rob Stewart
- Scritto da: Greg Strangis

### Trama
Sandy, il fratello di Keith, arriva a trovarlo ma i due non vanno molto d'accordo. Lo scopo di Sandy è in realtà quello di catturare alcuni pescatori di frodo che tagliano le pinne agli squali, rigettandoli poi in mare. I delinquenti, sorpresi da Sandy, lo picchiano e scappano. I due fratelli, agendo insieme, riescono a catturare i pescatori con l'aiuto di Flipper che ne stordisce uno; alla fine però i due fratelli litigano di nuovo.

## Salvati dalla sirena
- Titolo originale: Submersible
- Diretto da: Peter Fisk
- Scritto da: William Schwartz

### Trama
Il centro di ricerca ha ora in dotazione anche un batiscafo. Nel frattempo Maya e in seguito anche Mike sono convinti di avere visto una sirena, così vanno a cercarla di nascosto con il sottomarino; tuttavia non sanno guidarlo e restano bloccati sott'acqua finendo l'aria. Keith e Pam, accorgendosi della loro mancanza, si affrettano a cercarli. All'ultimo minuto Flipper trova il batiscafo e vi aggancia l'argano aiutato dalla sirena.

## Magia per amore
- Titolo originale: F. Scott
- Diretto da: Brendan Maher
- Scritto da: William Schwartz

### Trama
L'ex marito di Pam viene a trovarla e lei vorrebbe cacciarlo via subito; Mike però è molto contento di rivedere suo padre. Così contento da illudersi che un medaglione "magico" che apparteneva alla nonna di Maya possa fare tornare insieme i suoi genitori. L'uomo in realtà è innamorato della sua avvocatessa divorzista e vuole soltanto ottenere l'affidamento del figlio per portarlo via con sé. Quando Mike lo scopre parte da solo su un deltaplano (invece di andarci con il padre) e precipita in mare. Keith lo salva aiutato da Flipper, mentre il padre alla fine riparte.

## Lo scheletro
- Titolo originale: That's a Moray!
- Diretto da: Rob Stewart
- Scritto da: Lee Goldberg e William Rabkin

### Trama
Durante un'immersione Keith e Mike incontrano una fotografa specializzata in murene (ne ha addomesticata una che le mangia in mano) e diventano amici; tornati sul posto a cercare la murena, però, i ragazzi trovano un cranio e il giorno dopo un altro cadavere. L'uomo è stato ucciso, perché ha una ferita in testa, quindi in zona c'è un killer. Pam ha dei sospetti sulla fotografa e difatti è proprio lei l'assassina. Sentendosi scoperta essa lega Pam e la getta in mare. Keith arriva appena in tempo a salvarla assieme a Flipper. Prima che l'assassina possa fuggire Pam lotta con lei e la blocca.

## Spionaggio marino
- Titolo originale: Fish out of Water
- Diretto da: Rob Stewart
- Scritto da: Shelly Zellman e Jeff Stepakoff

### Trama
Flipper trova una ragazza in stato di choc su una zattera; alcuni militari la riconoscono come Brooke, la figlia di uno di loro che è appena morto precipitando in mare con il suo elicottero. Poiché Brooke è diventata autistica e non parla i militari la affidano a Pam, dato che per curare l'autismo vengono usati anche i delfini. Qualche giorno dopo la ragazza si sblocca, ma si scopre che i militari non sono preoccupati per la sua salute, vogliono solo sapere da lei un codice segreto conosciuto da suo padre, che apre una valigia con denaro e documenti dell'esercito. Quando i militari scoprono che la valigia è vuota scappano su un elicottero prendendo Mike in ostaggio, ma alla guida del mezzo c'è un militare onesto che li arresta.

## L'avidità umana
- Titolo originale: Pearl Maker
- Diretto da: Chris Thomson
- Scritto da: E.F. Wallengren

### Trama
Keith e Pam, seguendo Flipper, finiscono in un tratto di mare sorvegliato ma due uomini li catturano e cercano di ucciderli. I due biologi si salvano e, tornati sul posto, scoprono che vi è un allevamento di ostriche giganti e ne prendono qualcuna per studiarla. Le ostriche sono state create in laboratorio per essere tutte perlifere, però si riproducono molto velocemente e distruggerebbero il fondo marino ricoprendolo. Keith e Pam si presentano a un'asta di gioielli per fermare i produttori di perle, ma essi li scoprono e li portano su un molo per eliminarli. Flipper, saltato fuori dall'acqua, disarma i responsabili che vengono così catturati.

## Crisi missilistica
- Titolo originale: Missile Crisis
- Diretto da: Chris Thomson
- Scritto da: Ali Adler e Terence Winter

### Trama
Alcuni terroristi pretendono che Keith usi il batiscafo per cercare un missile che hanno perso in fondo al mare e che intendono usare in un attentato. Keith non ha nessuna intenzione di aiutarli, ma è obbligato a farlo perché essi hanno in ostaggio anche Maya e la ucciderebbero. Il biologo riesce però a scrivere un messaggio d'aiuto su un nastro che consegna a Flipper. Pam e Mike, venuti a conoscenza della situazione, trovano un modo per disinnescare la bomba e seguendo il delfino e le istruzioni di Keith vi arrivano per primi. Quando infine i terroristi recuperano il missile Keith fa credere loro che stia per esplodere, così i delinquenti si rifugiano nel batiscafo e non sapendo guidarlo vengono arrestati.

## L'uragano
- Titolo originale: Hurricane
- Diretto da: Darryl Sheen
- Scritto da: Tracy Friedman

### Trama
La delfina compagna di Flipper sta per partorire. Intanto la popolazione della Florida è in allarme perché è previsto l'arrivo di un uragano. Dopo avere spedito i ragazzi al rifugio Pam decide di restare al centro di ricerca assieme a Keith perché la delfina ha dei problemi di parto. Al rifugio Mike cerca di telefonare e nessuno risponde, così si convince che sua madre sia in pericolo e torna indietro seguito da Maya. Nel frattempo l'uragano distrugge tutto ma il mattino dopo il cucciolo di delfino è nato.

## Colpo di genio
- Titolo originale: Surf Gang
- Diretto da: Greg Prange
- Scritto da: William Schwartz

### Trama
Mentre Keith cerca un finanziamento per ricostruire il centro di ricerca dopo l'uragano i ragazzi diventano amici di un gruppo di surfisti che però sono dei ladri. Difatti scappano tutti all'arrivo della guardia costiera, che poi arresta Mike. L'accusa è il furto di una barca ma il ragazzo non può fare il nome dei colpevoli perché essi farebbero del male a Maya. In seguito Mike viene rilasciato, però il danno è fatto, perché Keith aveva trovato una signora pronta a fare una donazione, ma sapendo dell'arresto quest'ultima ha cambiato idea. I surfisti ricompaiono e decidono di fare una rapina proprio in quella villa; una volta sul posto Mike vede sul telefono il numero di Keith e lo chiama. Arriva così la polizia e i ladri scappano: Mike ne insegue uno, i due finiscono in acqua dove lottano e, aiutato da Flipper, Mike lo cattura. La signora lascia infine una donazione.

## Il virus
- Titolo originale: Monkey Island
- Diretto da: Brian Wimmer
- Scritto da: Eric Estrin e Michael Berlin

### Trama
I ragazzi sbarcano su un'isola piena di scimmie che però è una zona contaminata, perché gli animali provengono da un laboratorio e sono tutti infetti. Scappando da lì Mike e Maya non si accorgono che una scimmia si è nascosta nella loro barca e ha infettato il loro cibo e anche il pesce per i delfini. Il giorno dopo Flipper si ammala, poi anche Mike e in breve scoppia un'epidemia. I medici non riescono a trovare una cura, così vanno sull'isola per catturare qualche scimmia e studiarne gli anticorpi. Al loro arrivo però le scimmie sono tutte morte. Mentre gli ammalati stanno ormai per morire Flipper è tornato più sano di prima: i medici usano così gli anticorpi del delfino per guarirli.

## Bugie e guai
- Titolo originale: Menace to Seaciety
- Diretto da: Donald Crombie
- Scritto da: Tracy Friedman

### Trama
Un nuovo amico dei ragazzi è un gran bugiardo e viziato dal padre. Un giorno ruba una bottiglia di wodka, allontana Mike con una scusa e poi fa avance a Maya e cerca di ubriacarla. Lei lo rifiuta e getta la bottiglia in mare; il ragazzo sfoga la sua rabbia su un delfino e lo colpisce con la bottiglia, finendo però all'ospedale. Proprio quel giorno Keith aveva messo una radiotrasmittente ai suoi delfini e ciò prova che Flipper era sul luogo dell'aggressione: il padre del ragazzo mette una taglia per chi lo uccide. Per evitare ciò Flipper viene catturato e portato lontano. La radiotrasmittente però si era staccata e il colpevole è un altro delfino. Keith va dal ragazzo obbligandolo a confessare ciò che era successo prima dell'aggressione e suo padre ritira la denuncia.

## Il segreto di Maya
- Titolo originale: The Girl Who Came to Dinner
- Diretto da: Donald Crombie
- Scritto da: E.F. Wallengren e William Schwartz

### Trama
Maya nasconde a tutti che sua sorella si è trasferita per lavoro e quindi lei è rimasta da sola, essendo già orfana di padre e abbandonata dalla madre. Mike però lo scopre e in seguito anche Pam, così la prendono in casa con loro. Qui Mike dichiara di amarla e sua madre si scandalizza trovandoli a letto insieme (però sono vestiti). Pam chiede informazioni alla segretaria della scuola, che a sua volta chiama una assistente sociale. Essa spiega che Maya non ha nessuna sorella e lei stessa ammette di avere finto di avere un parente per non finire in orfanotrofio. Maya scappa tuffandosi poi in mare. Ha un malore e va a fondo sognando di essere una sirena ed è salvata dai suoi amici: Flipper la spinge in superficie e Mike la rianima. Arriva anche Pam che decide di adottarla.

## Veleno letale
- Titolo originale: Muddy Waters
- Diretto da: Tommy Lee Wallace
- Scritto da: Greg Strangis

### Trama
Flipper accompagna a riva un delfino malato, che viene trovato da Mike e curato da Pam e Keith. Secondo le analisi l'animale si è intossicato mangiando pesce contaminato da un pesticida: Keith e Mike iniziano a indagare sulle ditte della zona. Intanto altri delfini vengono trovati spiaggiati. Un arrogante direttore d'azienda sembra essere il responsabile, finché si scopre che il capo di un'altra ditta ha mandato uno dei suoi uomini a versare barili in mare. Quest'ultimo accompagna Keith sul posto e il biologo fa scaricare i barili a casa del direttore, che, assediato dai giornalisti, è costretto ad ammettere la sua colpa. Il delfino malato si riprende e viene liberato.

## Occhio per occhio
- Titolo originale: Past Tense
- Diretto da: Brendan Maher
- Scritto da: Lee Goldberg & William Rabkin

### Trama
Uno dei ladri fatti arrestare da Keith muore in prigione. Suo fratello giura di vendicarsi e inizia a provocare in tutti i modi il biologo e i ragazzi (assale Maya, ferisce Flipper, fa arrestare Keith che l'aveva picchiato) mettendo anche una bomba sulla barca del centro, ma Keith rimane illeso poiché si tuffa prima che esploda. Neppure questo è però sufficiente ad arrestare il criminale, mancando le prove che sia lui il colpevole. Keith gli tende una trappola e finge di allontanarsi, lasciando una guardia a sorvegliare i ragazzi e pronta a catturare il delinquente appena tenterà di fare qualcosa. L'uomo però stordisce la guardia, lega Mike e Maya e incendia la stanza. Keith e Pam rientrano proprio in quel momento e mentre lui lotta con il criminale Pam corre in casa e spegne l'incendio ribaltando un acquario. L'uomo viene infine arrestato.

## Allarme squali
- Titolo originale: Sharks!
- Diretto da: Tommy Lee Wallace
- Scritto da: E.F. Wallengren e Herbert Wright (soggetto); E.F. Wallengren (sceneggiatura)

### Trama
Un tratto di mare è invaso dagli squali; Mike e Maya, che hanno saltato la scuola, vengono attaccati ma raggiungono la riva. La presenza dei pescecani non è casuale. Un albergatore, per sabotare un nuovo hotel concorrente, ha fatto mettere in acqua un macchinario che attira gli squali, e ha pagato due pescatori di frodo per fare rilasciare dei pesci in via d'estinzione nella zona, in modo che non sia più edificabile. Keith scopre il macchinario, ma uno dei pescatori cerca di colpirlo con una fiocina, finendo per ferirsi lui stesso: gli squali lo circondano attirati dal sangue, ma Flipper li colpisce mettendoli in fuga. Dopo che i complici sono stati arrestati Keith propone un patto con l'albergatore, non denunciandolo come mandante se smette di versare rifiuti in mare.

## Flipper parla
- Titolo originale: Flipper Speaks!
- Diretto da: Darryl Sheen
- Scritto da: William Schwartz

### Trama
Durante un'immersione Keith rimane bloccato sott'acqua e risale poi troppo velocemente finendo ricoverato per embolia. Mentre è incosciente inizia a sognare e, poiché stava progettando una macchina per tradurre il linguaggio dei delfini, nel suo sogno l'apparecchio funziona, ma a prendersi il merito è un altro biologo. Sempre nel sogno quest'ultimo cerca più volte di eliminare Keith; la rivalità tra i due uomini è dovuta al fatto che entrambi sono innamorati di Pam. Keith, ripresosi, decide di rinunciare alla sua invenzione e scopre che anche Pam è innamorata di lui.